# Полис (музикална група)
„Полѝс“ (на английски: The Police) е английска рок група.
Основана е през 1977 година в Лондон и се превръща в една от първите ню уейв групи, придобили по-широка популярност. Групата прекратява съществуването си през 1986 година, но се събира за кратко през 2003 и 2007 – 2008 година. През по-голямата част от съществуването си е съставена от Стинг, Анди Съмърс и Стюарт Коупленд.
Полис е отличена с 6 награди Грами.